# Фая-Ларжо
Фая-Ларжо (фр. Faya-Largeau, араб. فايا لارجو‎) — город в Республике Чад.

## География
Город Фая-Ларжо (или Фая) является крупнейшим населённым пунктом на севере Чада. Находится в оазисе, севернее города лежат три небольших озера. Климат здесь круглый год пустынный, жаркий, засушливый. С апреля по октябрь — слабо выраженный «влажный сезон», который формируется под действием летнего муссона.
| Показатель                    | Янв. | Фев. | Март | Апр. | Май  | Июнь | Июль | Авг. | Сен. | Окт. | Нояб. | Дек. | Год  |
| ----------------------------- | ---- | ---- | ---- | ---- | ---- | ---- | ---- | ---- | ---- | ---- | ----- | ---- | ---- |
| Средний суточный максимум, °C | 26,4 | 29,4 | 33,6 | 39,1 | 41,0 | 42,1 | 41,0 | 40,2 | 39,8 | 36,5 | 31,1  | 27,6 | 35,7 |
| Средняя температура, °C       | 20,0 | 22,2 | 26,0 | 30,7 | 33,0 | 34,1 | 33,4 | 33,1 | 32,9 | 29,5 | 24,5  | 21,0 | 28,4 |
| Средний суточный минимум, °C  | 13,6 | 15,0 | 18,4 | 22,4 | 25,0 | 26,1 | 25,8 | 26,0 | 25,9 | 22,5 | 17,9  | 14,4 | 21,1 |
| Норма осадков, мм             | 0,0  | 0,0  | 0,0  | 0,1  | 0,4  | 0,3  | 3,0  | 7,0  | 0,8  | 0,1  | 0,0   | 0,0  | 11,7 |

Фая-Ларжо является административным центром чадского региона Борку, до 2008 года он был центром региона Борку-Эннеди-Тибести. Численность населения города составляет 14 123 человека (на 2008 год).
Близ города Фая-Ларжо расположены аэропорт и электростанция.

## История
Первоначальное название города было Фая. После покорения территории Борку французским полковником Этьеном Ларжо в 1913 году он переименовывается в Ларжо. В 1970-е годы городу было возвращено его старое имя. Тогда же здесь внедрялся крупномасштабный проект по созданию финиковых плантаций в оазисе Фая-Ларжо.
После эскалации чадско-ливийского конфликта из-за полосы Аузу, в 1975 году ливийские войска оккупируют Фая-Ларжо. В 1980 году город переходит под контроль чадского генерала Хиссена Хабре, в 1981—1982 его занимают части чадского президента Гукуни Уэддея. В 1983 Фая-Ларжо вновь переходит к Ливии, став крупнейшей ливийской военной (и военно-воздушной) базой на севере Чада — вплоть до 1987 года, когда ливийская армия оставила город.